# Shut Up 'n Play Yer Guitar
Albums de Frank Zappa
Tinseltown Rebellion
(1981) You Are What You Is
(1981)
Shut Up 'N' Play Yer Guitar est un album de Frank Zappa sorti en 1981.

## Historique
Frank Zappa n'a jamais apprécié les paroles des critiques musicaux. C'est d'ailleurs grâce à cette aversion pour les journalistes qu'il produisit cet album, d'abord sous forme de trois disques séparés, envoyés par correspondance par le biais de sa propre société Barking Pumpkin. Un critique lui fit le reproche de trop parler sur scène et de ne pas jouer assez de musique, ce à quoi Zappa répond par cet album, regroupant vingt solos de guitares, soit près de deux heures de musique sans paroles. Ils ont été sélectionnés sur une période de quatre ans, avec une place de choix pour trois solos issus du titre Inca Roads qui ont la particularité d'avoir été enregistrés les 17, 18 et 19 février 1979, démontrant ainsi la variété de jeu guitariste de Frank Zappa, dans sa capacité de renouvellement d'un concert à l'autre. Il fait à nouveau un pied-de-nez à la critique dans son titre Packard Goose, dans l'album Joe's Garage (All them rock 'n roll writers is the worst kind of sleaze ; Selling punk like some new kind of English disease).
Frank Zappa réitérera l'expérience de Shut up avec les albums Guitar (1988) et le posthume, mais bien produit par lui-même, Trance-Fusion (2006).

## Liste des titres
Tous les titres sont de Frank Zappa sauf Canard Du Jour qui fut improvisé par Frank Zappa et Jean-Luc Ponty.

### Shut Up 'n Play Yer Guitar (disque 1)
1. five-five-FIVE – 2 min 35 s
2. Hog Heaven – 2 min 46 s
3. Shut Up 'n Play Yer Guitar – 5 min 35 s
4. While You Were Out – 6 min 09 s
5. Treacherous Cretins – 5 min 29 s
6. Heavy Duty Judy – 4 min 39 s
7. Soup 'n Old Clothes – 3 min 02 s

### Shut Up 'n Play Yer Guitar Some More (disque 2)
1. Variations on the Carlos Santana Secret Chord Progression – 3 min 56 s
2. Gee, I Like Your Pants – 2 min 32 s
3. Canarsie – 6 min 06 s
4. Ship Ahoy – 5 min 26 s
5. The Deathless Horsie – 6 min 18 s
6. Shut Up 'n Play Yer Guitar Some More – 6 min 52 s
7. Pink Napkins – 4 min 41 s

### Return of the Son of Shut Up 'n Play Yer Guitar (disque 3)
1. Beat It With Your Fist – 1 min 39 s
2. Return of the Son of Shut Up 'n Play Yer Guitar – 8 min 45 s
3. Pinocchio's Furniture – 2 min 04 s
4. Why Johnny Can't Read – 4 min 04 s
5. Stucco Homes – 8 min 56 s
6. Canard Du Jour – 10 min 12 s

## Découpage vinyl
Face 1
1. five-five-FIVE – 2 min 35 s
2. Hog Heaven – 2 min 46 s
3. Shut Up 'n Play Yer Guitar – 5 min 35 s
4. While You Were Out – 6 min 09 s

Face 2
1. Treacherous Cretins – 5 min 29 s
2. Heavy Duty Judy – 4 min 39 s
3. Soup 'n Old Clothes – 3 min 02 s

Face 3
1. Variations on the Carlos Santana Secret Chord Progression – 3 min 56 s
2. Gee, I Like Your Pants – 2 min 32 s
3. Canarsie – 6 min 06 s
4. Ship Ahoy – 5 min 26 s

Face 4
1. The Deathless Horsie – 6 min 18 s
2. Shut Up 'n Play Yer Guitar Some More – 6 min 52 s
3. Pink Napkins – 4 min 41 s

Face 5
1. Beat It With Your Fist – 1 min 39 s
2. Return of the Son of Shut Up 'n Play Yer Guitar – 8 min 45 s
3. Pinocchio's Furniture – 2 min 04 s
4. Why Johnny Can't Read – 4 min 04 s

Face 6
1. Stucco Homes – 8 min 56 s
2. Canard Du Jour – 10 min 12 s

## Informations
Tableau regroupant les informations données sur les dates, le lieu, et la guitare utilisée
| Titre                                                     | Date                               | Lieu                                                                            | Guitare utilisée                                                               | Morceau d'improvisation    |
| --------------------------------------------------------- | ---------------------------------- | ------------------------------------------------------------------------------- | ------------------------------------------------------------------------------ | -------------------------- |
| five-five-FIVE                                            | 17 février 1979                    | Odeon Hammersmith, Londres                                                      | Copie SG personnalisée                                                         | Conehead                   |
| Hog Heaven                                                | 18 octobre 1980                    | Brady Theater, Tulsa, Oklahoma                                                  | Les Paul avec micros Di Marzio                                                 | Easy Meat                  |
| Shut Up'n'Play Yer Guitar                                 | 18 février 1979                    | Odeon Hammersmith, Londres                                                      | Copie SG personnalisée                                                         | Inca Roads                 |
| While You Were Out                                        | Inconnu                            | UMRK                                                                            | Black Widow acoustique avec micros EMG, direct sur la console d'enregistrement | Titre enregistré en studio |
| Treacherous Cretins                                       | 17 février 1979                    | Odeon Hammersmith, Londres                                                      | Copie SG personnalisée                                                         |                            |
| Heavy Duty Judy                                           | 5 décembre 1980                    | Berkeley Community Theater, Californie                                          | Les Paul avec micros Di Marzio                                                 | Heavy Duty Judy            |
| Soup'n'Old Clothes                                        | 11 décembre 1980                   | Santa Monica Civic Auditorium, Californie                                       | Les Paul avec micros Di Marzio                                                 | The Illinois Enema Bandit  |
| Variations of The Carlos Santana Secret Chord Progression | 17 octobre 1980                    | Dallas Civic Arena                                                              | Les Paul avec micros Di Marzio                                                 | City of Tiny Lights        |
| Gee, I Like Your Pants                                    | 18 février 1979                    | Odeon Hammersmith, Londres                                                      | Copie SG personnalisée                                                         | Inca Roads                 |
| Canarsie                                                  | 19 février 1979 (piste principale) | - Odeon Hammersmith, Londres (piste principale) - Village Recorders (over-dubs) | Copie SG personnalisée                                                         |                            |
| Ship Ahoy                                                 | 3 février 1976                     | Osaka, Japon                                                                    | Strat avec micros Di Marzio                                                    | Zoot Allures               |
| The Deathless Horsie                                      | 19 février 1979                    | Odeon Hammersmith, Londres                                                      | Copie SG personnalisée                                                         |                            |
| Shut Up'n'Play Yer Guitar Some More                       | 17 février 1979                    | Odeon Hammersmith, Londres                                                      | Copie SG personnalisée                                                         | Inca Roads                 |
| Pink Napkins                                              | 17 février 1977                    | Odeon Hammersmith, Londres                                                      | Strat avec micros Di Marzio                                                    | Black Napkins              |
| Beat It With Your Fist                                    | 30 octobre 1980                    | The Palladium, New York                                                         | Les Paul avec micros Di Marzio                                                 | The Torture Never Stops    |
| Return OF The Son if Shut Up'n'Play Yer Guitar            | 19 février 1979                    | Odeon Hammersmith, Londres                                                      | Copie SG personnalisée                                                         | Inca Roads                 |
| Pinocchio's Furniture                                     | 5 décembre 1980                    | Berkeley Community Theater, Californie                                          | Les Paul avec micros Di Marzio                                                 | Chunga's Revenge           |
| Why Johnny Can't Read                                     | 17 février 1979                    | Odeon Hammersmith, Londres                                                      | Copie SG personnalisée                                                         | Pound For A Brown          |
| Stucco Homes                                              | Inconnu                            | UMRK                                                                            | Black Widow acoustique avec micros EMG, direct sur la console d'enregistrement |                            |
| Canard du Jour                                            | février ou mars 1973               | Paramount Studio                                                                | Pas de guitare, mais du bouzouki                                               |                            |

Source : http://globalia.net/donlope/fz/lyrics/Shut_Up_'N_Play_Yer_Guitar.html

## Musiciens
- Tommy Mars – synthétiseur, Voix
- Patrick O'Hearn – basse
- Denny Walley – guitare
- Ray White – guitare
- Bob Harris (en) – keyboards
- Peter Wolf – synthétiseur
- Ed Mann – percussions
- Ike Willis – guitare
- Arthur Barrow – basse
- Terry Bozzio – batterie (sur Ship ahoy)
- Vinnie Colaiuta – batterie, percussion
- Warren Cucurullo – guitares
- Roy Estrada – voix, basse
- Frank Zappa – arrangements, compositions, direction, synthétiseur, voix, production, bouzouki, guitare
- Bob Harris (en) – synthétiseurs
- Andre Lewis – synthétiseurs
- Eddie Jobson – synthétiseurs, voix, violon
- Steve Vai – guitares
- Jean-Luc Ponty – synthétiseur, violons

## Production
- Production : Frank Zappa
- Ingénierie : Bob Stone, Jo Hansch
- Photo couverture : John Livzey